# Rebelia M23 w Demokratycznej Republice Konga
Rebelia M23 w Demokratycznej Republice Konga – kolejna odsłona wojen w Demokratycznej Republice Konga trwająca od 2012, spowodowana buntem gen. Bosco „Terminatora” Ntagandy, który założył rebelianckie ugrupowanie Ruch 23 Marca i rozpoczął wojenną kampanię antyrządową. Rebelia, trwająca 20 miesięcy została rozbita w listopadzie 2013 przez wojska kongijskie i brygadę interwencyjną ONZ.

## Tło
23 marca 2009 rebelianckie ugrupowanie Narodowy Kongres na rzecz Obrony Ludu (CNDP) po przegranym powstaniu w prowincji Kiwu z lat 2004-2009, podpisało porozumienie pokojowe z rządem Demokratycznej Republiki Konga. CNDP została zalegalizowaną partią polityczną, a Ntaganda otrzymał posadę generała armii narodowej z oddziałem w Gomie w Kiwu, pomimo poszukiwań Ntagandy przez Międzynarodowy Trybunał Karny. Jednakże 23 marca 2012 Ntaganda założył własne opozycyjne ugrupowanie Ruch 23 Marca. Wpływ na to miały sfałszowane według opozycjonistów wybory generalne z 28 listopada 2011, które zdecydowanie wygrał prezydent Joseph Kabila. Tym samym układ Ntagandy i Kabili, który chronił go przed wydaniem do Trybunału w Hadze, zakończył się, a Ntaganda podniósł bunt w wojsku.
U podłoża walk na wschodzie Demokratycznej Republice Konga leży konflikt między plemionami Tutsi i Hutu, który w 1994 doprowadził do ludobójstwa w Rwandzie. Podczas tych rzezi Hutu wymordowali około miliona Tutsi. Ugrupowanie M23, podobnie jak elity rządzące Rwandą, zdominowane jest przez Tutsi, przez co wspierane było przez ten kraj oraz Ugandę.

## Przebieg

### Pierwsze walki partyzanckie i sankcje dla Rwandy
23 marca 2012 w trzy lata od porozumień pokojowych, szef sztabu CNDP, generał w wojsku narodowym Bosco Ntaganda zbuntował się i uformował Ruch 23 Marca (M23) złożonych z dezerterów z plemienia Tutsi. 4 kwietnia 2012 generał wraz z 300 żołnierzami zdezerterował w prowincji Kiwu Północne. Doszło wówczas do walk z armią pod Rutshuru. W wyniku tego 11 kwietnia 2012 prezydent Kabila wydał nakaz aresztowania Ntagandy.
Walki partyzanckie wybuchły w maju 2012. Z powodu nich 30 tys. cywilów uciekło do Ugandy. Ataki na miasta rozpoczęły się w lipcu 2012, po tym jak wycofali się w Parku Narodowego Virunga, po zbombardowaniu ich stanowisk. 6 lipca 2012 po intensywnych walkach o Bunanganę, ok. 600 żołnierzy kongijskich uciekło do sąsiedniej Ugandy. Rebelianci zabili m.in. indyjskiego żołnierza wchodzącego w skład sił pokojowych ONZ. 8 lipca 2012 rebelianci zdobyli miasto Kiwanija oraz wioskę Rubare, z kolei dzień później odbili ważne strategiczne miasto Rusthuru.
ONZ oskarżało Rwandę o wspieranie kongijskich rebeliantów M23. Eksperci uważali, że Rwanda wspierając militarnie partyzantów czerpała korzyści z wydobycia koltanu. Kigali jednak zaprzeczyło tym doniesieniom. W związku z oskarżeniami 21 lipca 2012 Departament Stanu USA oświadczył, że zmniejszy pomoc wojskową dla Rwandy o 200 tysięcy dolarów z powodu uzasadnionych zarzutów, że państwo to wspierało M23. Jednak wkrótce potem pomoc dla Rwandy zawieszały państwa zachodnioeuropejskie. W odpowiedzi 31 sierpnia 2012 Rwanda wycofała z DR Kongo swoje elitarne siły specjalne, które od 2010 wspierały kongijskie wojska w operacjach przeciwko grupom zbrojnym na wschodzie tego kraju.
27 września 2012 Nowym Jorku odbyło się spotkanie kryzysowe ONZ poświęcone sytuacji na wschodzie DR Kongo, na którym prezydenci DR Kongo i Rwandy, Joseph Kabila i Paul Kagame pozostali przy swoich stanowiskach w sporze wokół zarzutów pod adresem Kigali o wspieranie M23. Ponadto ONZ o wspieranie rebeliantów oskarżało Ugandę. Ta z kolei zagroziła, iż wycofa swoje wojska z regionalnych operacji pokojowych, w tym w Somalii, gdzie stanowiła trzon sił stabilizacyjnych AMISOM, w reakcji na zawarte w wyciekłym raporcie ONZ zarzuty, że Kampala wspiera rebeliantów z M23. Działania państw zachodnich doprowadziły ostatecznie, że Rwanda odwróciła się od M23.
Przez 3 miesiące trwania konfliktu z Kiwu uciekło 260 tys. cywilów. W październiku 2012 Ruch 23 Marca został przemianowany na Kongijską Armię Rewolucyjną.

### Kampania listopadowa
Ponowne walki pod Gomą wybuchły w listopadzie 2012. Obie strony zaczęły się obwiniać za wybuch ponownych ciężkich walk w mieście Kibumba, 30 km od Gomy. Po zdobyciu tego miasta przez M23, armia przegrupowała się w Kilimanjoka, 12 km na północ od Gomy by przygotować się na szturm rebeliantów. W czasie starć 17 listopada 2012 do akcji po stronie wojsk DRK włączyły się śmigłowce ONZ. Ostrzeliwały pozycje rebeliantów, uzbrojonych w moździerze o kalibrze 120 mm i noktowizory, by powstrzymać ich marsz na Gomę. Faktycznie mandat nadany przez Rade Bezpieczeństwa ONZ misji MONUSCO pozwalał jedynie na ochronę cywilów. Według strony rządowej w bitwie zginęło 110 rebeliantów.

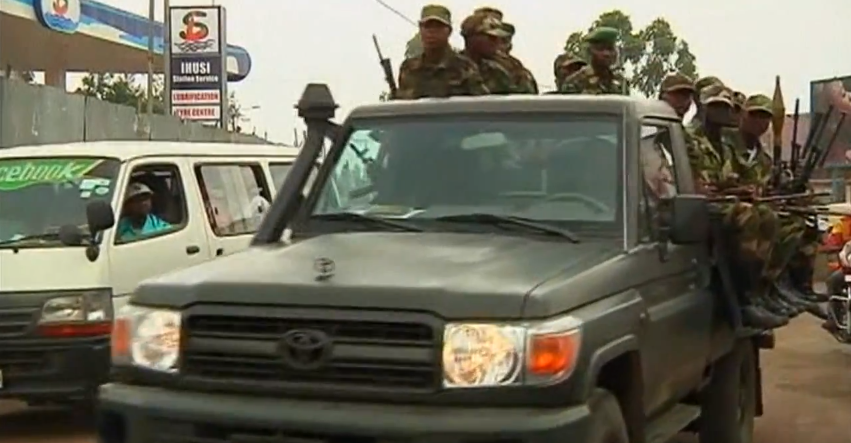
Rebelianci M23 po zajęciu Gomy

19 listopada 2012 buntownicy podjęli szturm na Gomę. Pozycje wojska narodowego zostały ostrzelane z moździerzy i karabinów maszynowych. Do miasta rebelianci wkroczyli 20 listopada 2012. Zajęli najpierw lotnisko kontrolowane uprzednio przez ONZ. Późnym rankiem z miasta uciekli ostatni żołnierze, grabiąc wcześniej domy, sklepy i targowiska. Siły ONZ już wówczas nie interweniowały i rebelianci M23 zajęli Gomę 20 listopada 2012 o godz. 11:33 czasu lokalnego (10:33 czasu polskiego). Niewielka liczba mieszkańców triumfalnie powitała buntowników. Prezydent DRK Joseph Kabila, wezwał mieszkańców by postawili opór rebeliantom. Z kolei sekretarz generalny ONZ Ban Ki-moon zarzucił rebeliantom łamanie praw człowieka i niszczenia mienia, zastraszanie dziennikarzy, porywanie kobiet i dzieci. W wyniku walk o Gomę z miejsc swoich zamieszkań uciekło 140 tys. cywilów.
Zajęcie Gomy przez rebeliantów poważnie zdestabilizowało sytuację w Kiwu jak i całym kraju. W czasie ataku na stronę buntowników przeszło kolejnych 3 tys. żołnierzy i policjantów. Buntownicy ruszyli w pościg za wojskiem do miasta Sake, oddalonego o 27 km od Gomy. Siły rządowe wycofały się z Sake 21 listopada 2012, jednak kolejnego dnia przystąpiły do kontruderzenia by odbić miasto i powstrzymać marsz rebeliantów na stolicę prowincji Kiwu Południowe – Bukavu. W międzyczasie rebelianci odparli kontratak armii na Gomę.

### Rokowania pokojowe i rozłam w M23
Rada Bezpieczeństwa ONZ jednogłośnie przyjęła rezolucję nr 2076 potępiająca działania partyzantów. 24 listopada 2012 w stolicy Ugandy – Kampali doszło do regionalnego szczytu ws. sytuacji na wschodzie DRK. Ugandyjski prezydent Yoweri Museveni przyjął Josepha Kabilę. Na szczyt przybył prezydent Tanzanii Jakaya Kikwete oraz Kenii Mwai Kibaki, natomiast nie stawił się prezydent Rwandy Paul Kagame, oskarżany o wspieranie rebeliantów. Oddelegowano za to rwandyjskiego ministra spraw zagranicznych Louise'a Mushikiwabo. Przywódcy ustalili, iż rebelianci powinni wycofać się na 20 km na północ od Gomy. Prezydenci zaproponowali też wysłanie na lotnisko w Gomie wspólnych sił afrykańskich. W kuluarach szczytu doszło także do spotkania prezydenta Kabili z Jean Marie Runigą Lugerero – politycznym liderem M23. Atmosfera spotkania była napięta, chociaż oceniono je jako pozytywne. Lugerero nie zgodził się na wycofanie bojówek poza ustaloną granicę bez uprzednich rozmów Kabili z rebeliantami. Raymond Tshibanda, kongijski minister spraw zagranicznych, ocenił, że szanse na takie rokowania były nikłe, gdyż negocjacje nie zostaną podjęte, dopóki partyzanci nie wycofają się z Gomy.
Z kolei rebelianci poinformowali 27 listopada 2012, iż nie wycofają się z przejętych miast, dopóki władze nie rozpoczną rokowań z buntownikami i nie spełnią ich żądań. Jean Marie Runiga Lugerero głosił, iż rebelianci walczą w imię dobra narodu. Główne postulaty polityczne mówiły o zwolnieniu przez prezydenta więźniów politycznych, w tym Étienne'a Tshisekediego oponenta Kabili z wyborów prezydenckich, który nie uznał jego zwycięstwa. Pozostałe żądania odnosiły się do konfliktu etnicznego między Tutsi i Hutu. M23 domagał się wypędzenia bojówek Demokratycznych Sił Wyzwolenia Rwandy (FDLR), złożonych z członków plemienia Hutu, z terytorium Demokratycznej Republiki Konga. W związku z wspieraniem przez Rwandę rebeliantów M23, Wielka Brytania anulowała wielomilionową pomoc dla Kigali.

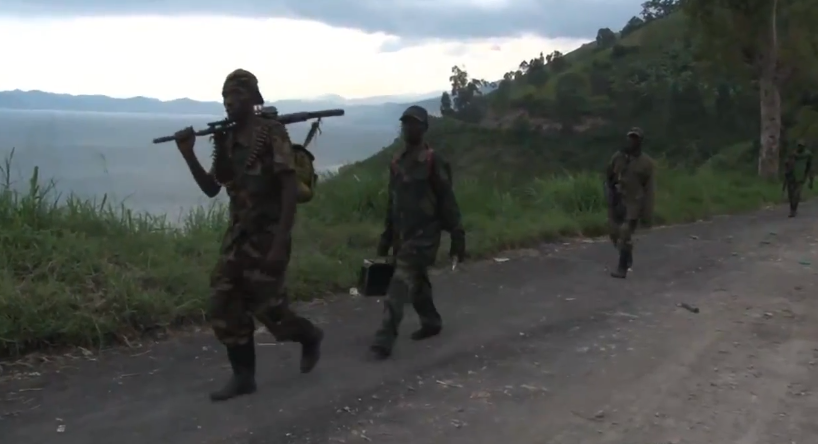
Partyzanci wycofujący się z Gomy

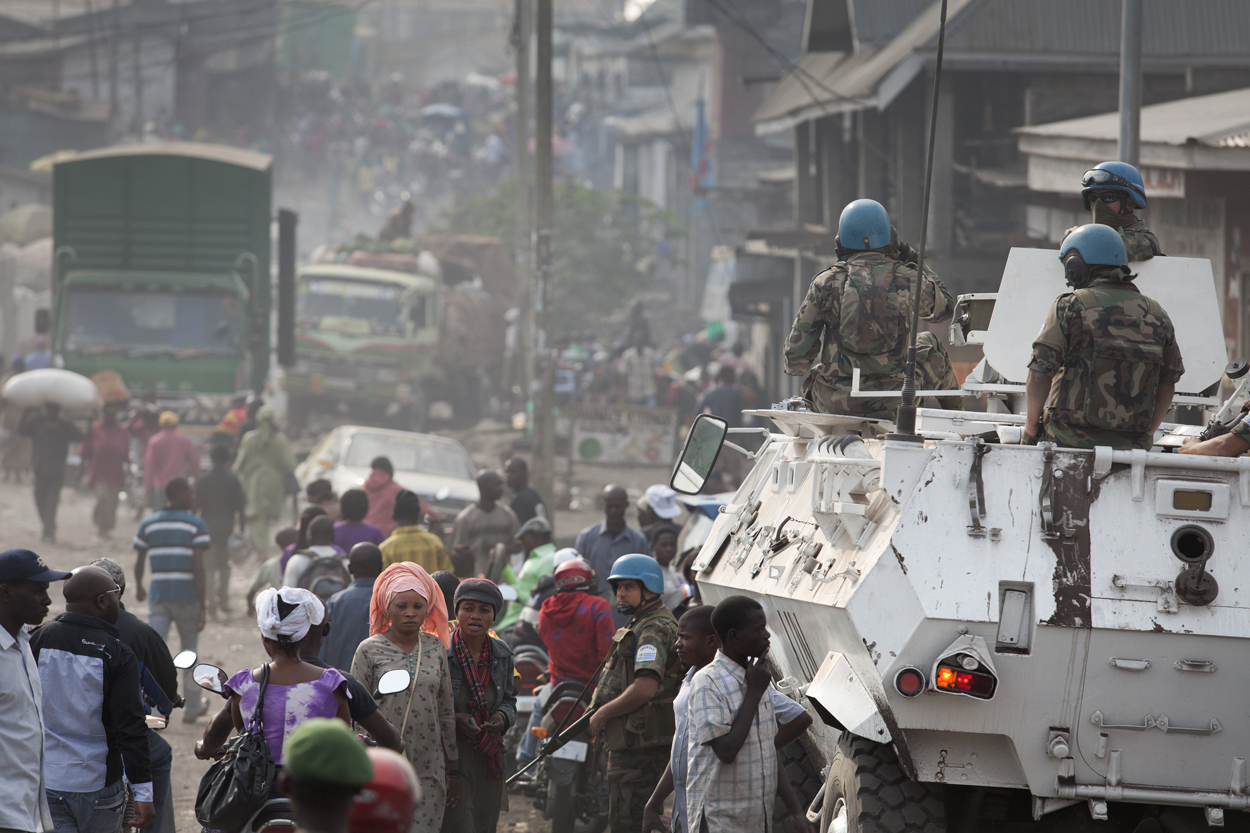
Siły ONZ i uchodźcy na ulicach Gomy

Jednak kilka dni później rebelianci podjęli decyzję wycofaniu się z Gomy, by dać czas władzom na wypełnienie żądań. 1 grudnia 2012 w Gomie odbyła się oficjalna uroczystość pożegnania dezerterów, którzy wraz z wojennym ekwipunkiem wycofali się poza miasto do pobliskich lasów. Dowództwo rebeliantów podało, że daleko od miasta nie odchodzą i w razie bierności rządu, ponownie zajmą miasto. Jedynie na lotnisku pozostało 100 bojowników. Do Gomy po wycofaniu się partyzantów powrócił kontyngent żołnierzy ONZ.
Warunkiem wycofania się rebeliantów z Gomy, było przystąpienie rządu w Kinszasie do rokowań z rebeliantami. Po wstrzymaniu działań wojennych 9 grudnia 2012 rozpoczęły się serie rozmów w Ugandzie, która pełniła rolę mediatora w konflikcie. Podczas rozmów podano powody buntu M23, czego powodem było spełnienie przez prezydenta Kabilę jedynie 23 z 35 zobowiązań zapisanych w porozumieniach pokojowych z 23 marca 2009. Rząd kongijski zaproponował przyznanie rebeliantom amnestii i by wszyscy buntownicy z rangą majora lub niższą przeszli dodatkowe szkolenie i ponownie wstąpili w szeregi armii. Oficerom wyższego stopnia zaproponowano wojskowe emerytury. Bosco Ntaganda miałby być postawiony przed sądem za zarzucane mu czyny. M23 zażądało z kolei rewizji wyborów prezydenckich z 2011. Obie strony nie zaakceptowały powyższych propozycyj i żądań, toteż rozmowy na początku 2013 utknęły w martwym punkcie, a sytuacja w Kiwu znowu stała się niepewna i niestabilna. Ponadto 31 grudnia 2012 RB ONZ nałożyła sankcje, w tym embargo na dostawy broni, na M23 i również działające na wschodzie DR Kongo Demokratyczne Siły Wyzwolenia Rwandy (FDLR). 8 stycznia 2013 M23 ogłosiło jednostronne zawieszenie broni przed drugą turą rokowań.
Rozpoczęły się one 24 lutego 2013 w etiopskiej stolicy Addis Abebie. Zakończyły się podpisaniem przez liderów krajów Wielkich Jezior porozumienia pokojowego dla wschodniej części Demokratycznej Republiki Konga. Sygnatariuszami porozumienia byli prezydenci DRK (Joseph Kabila), Angoli (José Eduardo dos Santos), Burundi (Pierre Nkurunziza), Republiki Środkowoafrykańskiej (François Bozizé), Republiki Konga (Denis Sassou-Nguesso), Rwandy (Paul Kagame), Republiki Południowej Afryki (Jacob Zuma), Sudanu Południowego (Salva Kiir Mayardit), Tanzanii (Jakaya Kikwete), Ugandy (Yoweri Museveni) i Zambii (Michael Sata). Świadkiem podpisania umowy był Sekretarz Generalny ONZ Ban Ki-moon. Dokument pozwalał 3-tysięcznej brygadzie interwencyjnej wojsk MONUSCO brać udział w walkach z zorganizowanymi ugrupowaniami rebelianckimi. Wówczas siły oenzetowskie w Kiwu liczył 17 tys. żołnierzy z możliwością rozszerzenia kontyngentu do 19,8 tys. żołnierzy.
W czasie rokowań w Kampali i Addis Abebie doszło do wewnętrznego rozłamu wśród ugrupowania M23. Pozbawieni wsparcia ze strony Rwandy liderzy ugrupowania kłócili się między sobą. Przeciwko Bosco Ntagandzie i biskupowi Jean-Marie Runiga Lugerero, będący przywódcą politycznym M23, wystąpił Sultani Makenga wraz ze swoimi poplecznikami. Przyczyną napięcia wśród buntowników były odmienne stanowiska co do wycofania się z Gomy i toczących się wówczas rozmów pokojowych. Bosco Ntaganda ponownie chciał przejąć kontrolę nad Gomą i walczyć do końca, z kolei Makenga był ostrożniejszym dowódcą, który był skory przyjąć porozumienie z Addis Abeby. Runiga Lugerero oskarżył Makengę o układ z Kabilą i misję pojmania dowódców M23. Tuż po jego podpisaniu, pod Rutchuru w nocy z 24 na 25 lutego 2013 doszło do walk wewnętrznych w wyniku czego zginęło osiem osób. Ponadto 28 lutego 2013 w Kitchanga, 90 km od Gomy doszło do walk między rebeliantami z ugrupowania Sojuszu Patriotów na rzecz Wolnego i Suwerennego Konga (APCLS). W wyniku walk z końca lutego 2013 swoje miejsca zamieszkania opuściło 3 tys. cywilów.
W efekcie walk wewnętrznych, 18 marca 2013 dowódca M23 Bosco Ntaganda pojawił się w ambasadzie USA w Kigali, stolicy Rwandy. Departament Stanu USA poinformował, że generał oddał się ręce amerykańskich dyplomatów i wyraził chęć przekazania siebie do Międzynarodowego Trybunału Karnego w Hadze, gdzie 26 marca 2013 rozpoczął się jego proces. Z kolei 28 marca 2013 RB ONZ jednomyślnie uchwaliła bezprecedensową rezolucję autoryzującą utworzenie "brygady interwencyjnej" o ofensywnym charakterze w ramach MONUSCO.

### Działania wojenne i pertraktacje pokojowe
Po poddaniu się przez Ntagandę, liderem wojskowym M23 został Sultani Makenga. W maju 2013 po raz pierwszy od pół roku rebelianci M23 zaatakowali pozycje sił rządowych w Mutaho na północ od Gomy. W potyczce z 20 maja 2013 zginęło 15 rebeliantów i czterech żołnierzy. Gwałtowne walki w Mutaho ponownie wybuchły w połowie lipca 2013. Zginęło wówczas 130 osób – 120 rebeliantów i 10 żołnierzy. Pokonani partyzanci wspierani przez rwandyjskich sojuszników, którzy wzmacniali swoje pozycje pod Kibati i Mutaho zarządzili odwrót do Kilimanyoka.
Powołana lipcu 2013 na mocy ustaleń z Addis Abeby, brygada interwencyjna wojsk ONZ pod dowództwem Carlosa dos Santosa Cruza, licząca 3 tys. żołnierzy z Malawi, Tanzanii i Republiki Południowej Afryki, wyznaczyła granice strefy bezpieczeństwa wokół Gomy. W międzyczasie dowódcą wojska kongijskiego został gen. Buhuma Ambanda, który oczyścił prowincję z oficerów podejrzewanych o korupcję lub kooperację z rebeliantami, wprowadził dodatkowe szkolenia oraz zadbał, by żołnierze regularnie otrzymywali wypłaty i jedzenie. Wyższe morale i lepsza dyscyplina niemal natychmiast przełożyły się na sukcesy w walce.
21 sierpnia 2013 wraz z kongijskim wojskiem zaatakowała pozycje M23, którzy odepchnęli rebeliantów na 1-2 km. W walkach poległ jeden z żołnierzy tanzańskich, który zginął 28 sierpnia 2013 w Kibati, 15 km od Gomy. Podczas starć, pociski wystrzelone z okolic Gomy wybuchły na przedmieściach rwandyjskiego Gisenyi, po czym Kigali oskarżyło Kinszasę o wywoływanie wojny. Według ONZ, rebelianci wystrzelili pocisk, który spadł na terytorium Rwandy. Do 29 sierpnia 2013 w ofensywie ONZ, w której wykorzystano ciężką artyleria, południowoafrykańskie śmigłowce i jednostki specjalne zginęło 57 rebeliantów, 23 żołnierzy kongijskich oraz żołnierz z Tanzanii. 720 żołnierzy kongijskich i 10 peacekeeperów zostało rannych.
30 sierpnia 2013 rebelianci M23 ogłosili wstrzymanie działań wojennych. 6 września 2013 w Kampali zostały wznowione rokowania pokojowe między stronami zerwane w maju 2013, jednak ponownie zawieszone zostały 21 października 2013 z powodu niemożności porozumienia się co do przyznania amnestii buntownikom, umożliwiającym im powrót do armii narodowej. Delegaci M23 zapewnili, że są gotowi wrócić do stołu negocjacyjnego w każdym czasie.

### Rozbicie bojówek M23 i zakończenie działań wojennych
Mimo tego 25 października 2013 o godz. 4. rano wybuchły walki w okolicy Kiwanjy. Był to początek ofensywy wojsk ONZ i kongijskich. Dwa dni później w walkach zginął tanzański żołnierz Brygady Interwencyjnej. Kiwanja została ostatecznie odbite z rąk M23. 30 października 2013 wojsko kongijskie i ONZ zdobyły strategiczne miasto Bunagana. Było to drugie i ostatnie miasto przejęte przez wojsko kongijskie podczas październikowej ofensywy. W miastach te odkryto trzy mogiły z masowo mordowanymi ludźmi. 3 listopada 2013 Bertrand Bisimwa wezwał do kontynuowania procesu pokojowego, ogłosił też zawieszenie broni. Nie mniej według armii rządowej, rebelianci ciężko bombardowali utracone miasto Bunagana.
W nocy 5 listopada 2013, rebelianci zostali wyparci z ostatnich dwóch baz (Tshanzu i Runyoni), po czym ogłosili całkowite zakończenie działań wojennych, rozbrojenie i demobilizację. "Szef sztabu generalnego i dowódcy wszystkich większych oddziałów są proszeni o przygotowanie żołnierzy do rozbrojenia, demobilizacji i reintegracji na warunkach, które zostaną ustalone z władzami Konga" – oświadczył przywódca polityczny M23 Bertrand Bisimwa. Dwa dni po ogłoszeniu zakończenia działań wojennych, dowódca ugrupowania Sultani Makenga poddał się wraz z dwoma tysiącami bojowników na terenie Parku Narodowego Mgahinga w Ugandzie.
Na 11 listopada 2013 zaplanowano w Entebbe w Ugandzie nad jeziorem Wiktorii ceremonię podpisania traktatu pokojowego, gdzie przybyli przedstawiciele ONZ, Unii Afrykańskiej, Unii Europejskiej, USA, jednak reprezentacja DRK nie zjawiła się. Władze z Kinszasy poinformowali, iż nie będą zawierać układów pokojowych z Tutsi, co najwyżej mogą przyjąć ich kapitulację. Dodali, że "nie można" podpisywać układu z kimś kto nie istnieje" oraz "układanie się za zbrodniarzem, unieważnia jego zbrodnie". Przeszkodą w zawarciu pokoju była kwestia amnestii. Kinszasa zgodziła się na amnestię dla szeregowych partyzantów, ale nie dla wszystkich przywódców rebelii, jak to się działo w przeszłości.
2 grudnia 2013 na spotkaniu w Entebee między delegacją kongijską i ugandyjską z prezydentami tych krajów na czele, ustalono szczegóły porozumienia pokojowego. Ostatecznie traktat pokojowy między rządem w Kinszasie a Ruchem 23 Marca został podpisany w Nairobi 12 grudnia 2013. Porozumienie zakłada całkowitą demobilizację i przekształcenie tego ruchu w legalnie działająca partię polityczną.